# Duivelspack
Duivelspack (hochdeutsch: „Teufelspack“) war ein deutsches Fun-Folk-Trio aus Detmold. Es wurde im Jahr 2000 gegründet und löste sich im August 2020 auf. Am 2. November 2023 verkündete die Band ihr Comeback.

## Geschichte
Duivelspack wurde im Jahre 2000 von Arne Heger, Daniel Wahren und Marcus Linnemann gegründet. Neben ihren CDs brachten sie 2007 ein Liederbuch mit eigenen und traditionellen Liedern heraus, welches bis zur CD Kindsköpfe  regelmäßig aktualisiert und vervollständigt wurde. Zu den Alben Mann sein und Weibsbilder brachte das Trio jeweils eigene Liederbücher heraus. Ihr Liebeslied Wo bist du? wurde von den Hörern des Internetradiosenders Radio Aena zum Hit des Jahres 2007 gewählt, 2015 wurde das Lied Je suis Charlie beim Internetsender MFG-Radio von den Hörern auf Platz 1 der Jahrescharts gewählt. Seit 2010 war Stefan Pokroppa bei einigen Auftritten als Gastgitarrist mit dabei. Im September 2012 löste er endgültig Marcus Linnemann als festes Bandmitglied ab, der das Trio nach 12 Jahren verließ.
Im Januar 2020 verkündete Duivelspack die Auflösung zum November 2020. Die dabei für 2020 angekündigte Konzertreihe Letzte Runde konnte aufgrund der COVID-19-Pandemie nicht durchgeführt werden, sodass im August 2020 die endgültige Auflösung und die Absage der verbliebenen Auftrittstermine bekanntgegeben wurde.
Im November 2023 verkündete die Band über ihre Facebook-Seite, dass sie nach einem gemeinsamen Auftritt im Jahre 2023 wieder zusammengefunden hat und ab 2024 wieder in der Formation von 2000–2012 als „Duivelspack“ auftreten werde.

## Stil

### Musik
Zu ihrem Gesang verwenden sie zum Teil historische Instrumente wie Blockflöten, Gitarrenlaute und Gitarrencister, Nyckelharpa, Viola da gamba und Sternberger Fidel, aber auch moderne Percussions- und Melodie-Instrumente finden immer mehr ihren Platz. Die Musik ist auf den dreistimmigen Gesang ausgerichtet, der im Verlauf der Jahre zum Markenzeichen der drei Musiker geworden ist.
Das Trio selbst bezeichnet seine Musik als FunFolk: StandUp-Comedy-Elemente mischen sich mit frechen Liedertexten und meisterhaft dargebotener Musik. Das Publikum ist bei jedem Auftritt fester Bestandteil der Show und niemals nur passiver Zuhörer, daher ist auch die Interaktion mit den Menschen vor der Bühne mittlerweile ein Markenzeichen der Band. Vor allem mit seinen CDs „Mann sein“ (2014) und „Weibsbilder“ (2016) greift das Trio moderne Alltagsthemen auf und verpackt sie in typischer Duivelspack-Manier in handgemachte Musik. Die Rhythmen und Melodien verweisen auf die Wurzeln im Jazz und Rock.
2009 verblüffte die Gruppe ihre Zuhörerschaft mit einem „musikarchäologischen Projekt“: Sie widmete sich unter wissenschaftlicher Beratung von Professor Meinolf Schumacher der Musik der Germanen, wofür eigens gefertigte historische Instrumente wie die Lure, Knochenflöten, die Trossinger Leier, sowie mit Fell bespannte Rahmentrommeln und Tontrommeln zum Einsatz kamen. Das Ergebnis wurde auf dem Album Mythos Hildebrandslied festgehalten, das nach dem Hildebrandslied benannt wurde. Im Oktober 2016 wurde das Album auf CD neu aufgelegt, nachdem es zuvor mehrere Jahre nur als Digitale Distribution erhältlich gewesen war.

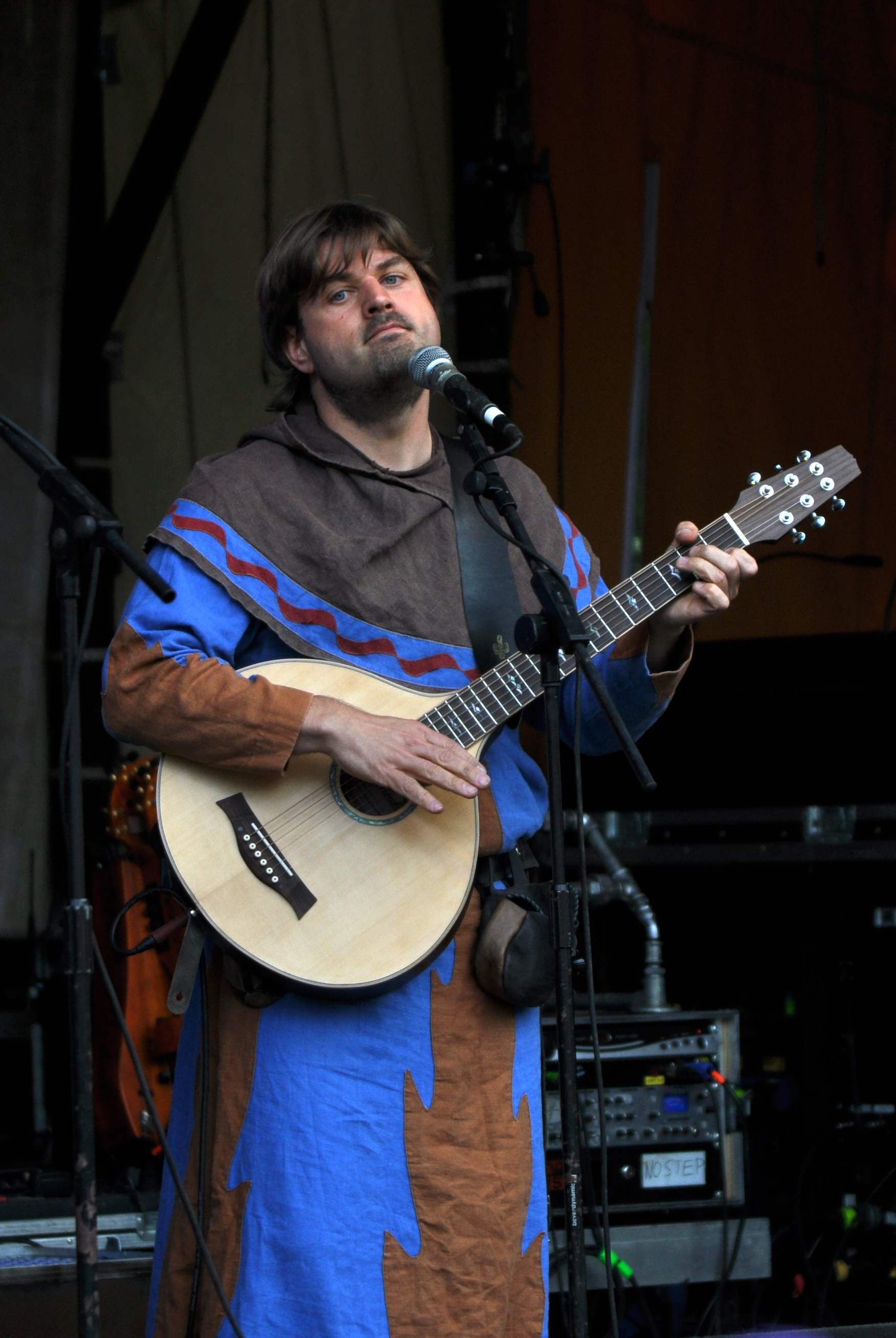
Janko vom See
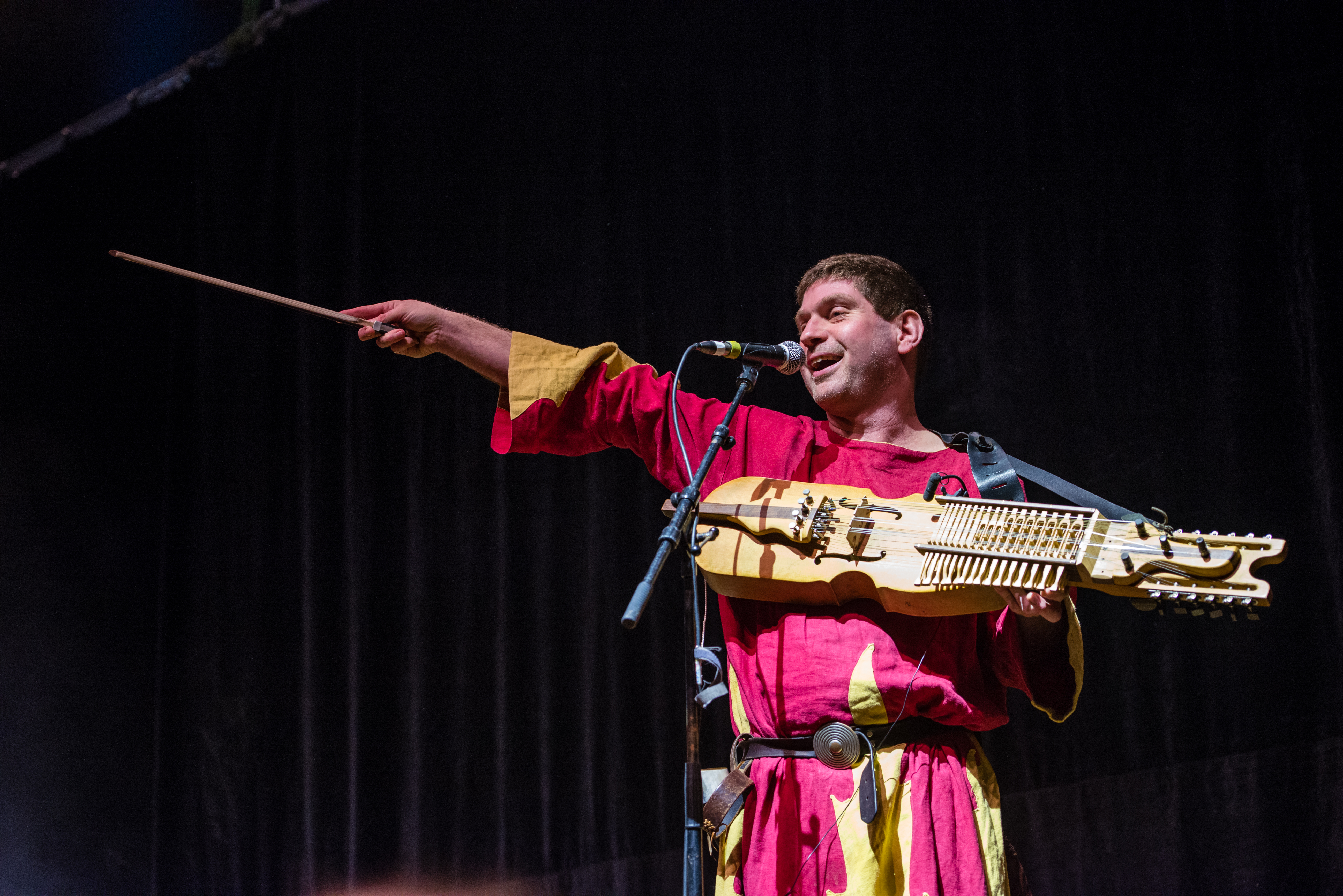
Musicus Varus
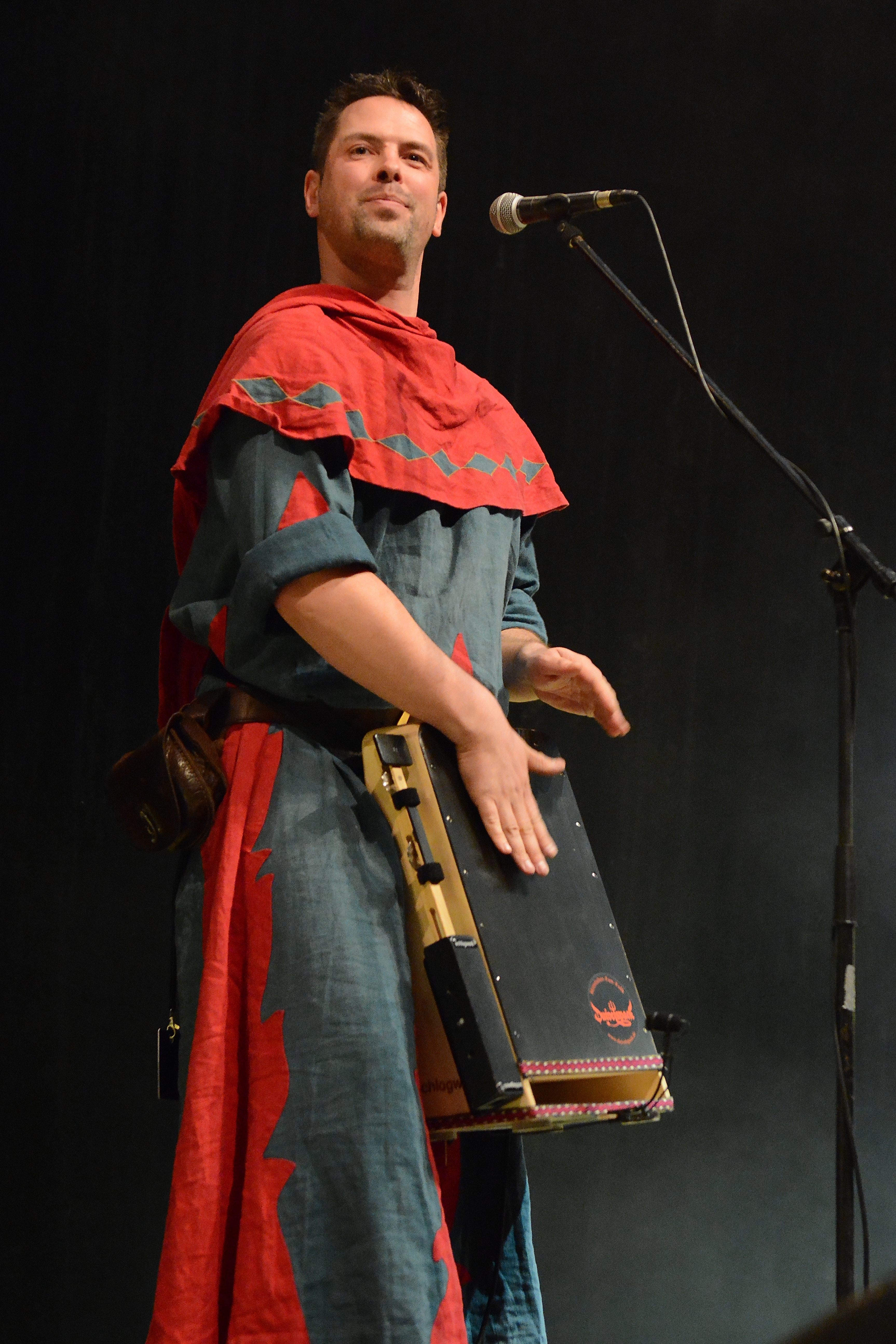
Arnulf der Puster

### Texte
Die Band begann im Jahr 2000 mit Interpretationen traditioneller Lieder, zum Teil auch mittelalterlich. Schon ab der zweiten CD verlagerte sich der textliche Schwerpunkt aber in Richtung selbst getexteter Lieder. Spätestens seit der dritten CD waren eigene Texte und Melodien die Regel, Cover und traditionelle Lieder die Ausnahme. Ging es anfangs überwiegend um heitere mittelalterlich inspirierte Themen wie Tavernen-, Trink-, Liebes- und Minnelieder, widmet sich das Duivelspack seit dem Einstieg von Stefan Pokroppa (ab 2010) meist aktuellen Themen.

## Diskografie

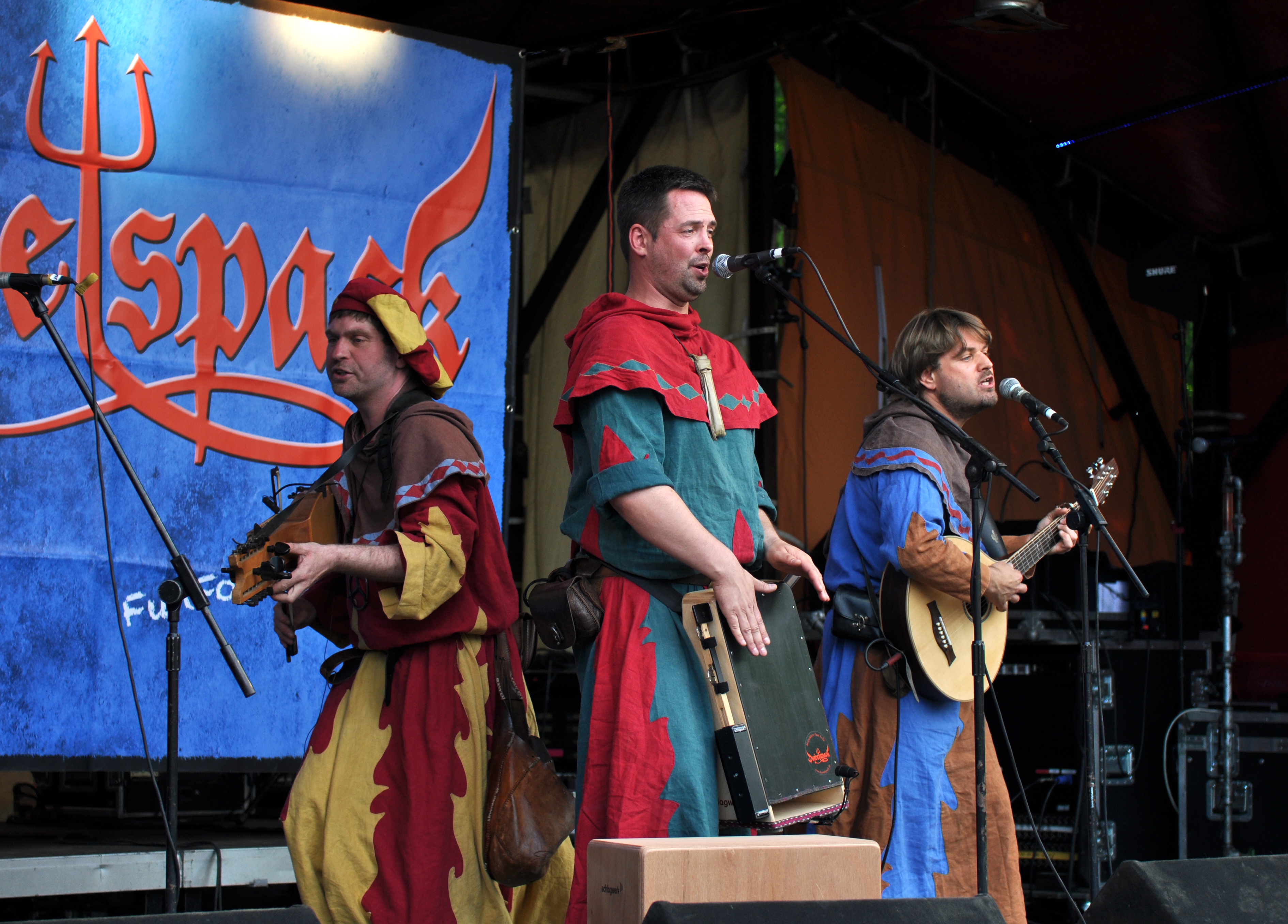
Duivelspack beim Mittelalterlich Phantasie Spectaculum in Wassenberg 2014

### Alben
- 2001: In drei Teufels Namen
- 2002: Margaritas ante porcos (Gast: Die Streuner)
- 2004: Zwischen Himmel und Hölle (Gast: Triskilian)
- 2006: In Teufels Küche
- 2008: Mal die Teufel an die Wand (Gast: Die Irrlichter)
- 2009: Mythos Hildebrandslied
- 2010: Dicke Freunde
- 2010: Ja Schatz! – Das Konzert für die Ewigkeit (Live-Album)
- 2012: Kindsköpfe
- 2013: Beste Reste Platte
- 2014: Mann sein
- 2016: Weibsbilder
- 2018: Wir sind der Folk